# Cadurcia borbonensis
Cadurcia borbonensis là một loài ruồi trong họ Tachinidae.